# Buchberg und Gars
Die Herrschaften Buchberg und Gars waren Grundherrschaften im östlichen Viertel ober dem Manhartsberg im Erzherzogtum Österreich unter der Enns, dem heutigen Niederösterreich.

## Ausdehnung
Die Herrschaft bestand aus zwei benachbarten Herrschaften und umfasste zuletzt die Ortsobrigkeit über Buchberg, Altenhof, Oberplank, Loibersdorf und Waldhütten als Gemeinden der Herrschaft Buchberg und Tautendorf, Thunau, Zitternberg, Fernitz und Nondorf als Gemeinden der Herrschaft Gars. Der Sitz der Verwaltung befand sich in Buchberg. Gars selbst war ein freier Markt. Weiters verfügte auch die Pfarrherrschaft Gars in Gars über mehrere Untertanen.

## Geschichte
1823 erwirbt Carl Croy Die Herrschaft Buchberg und erweitert diesen Besitz 1826 durch den Ankauf der Herrschaft Gars. Letzter Inhaber der Herrschaften Buchberg und Gars war Philipp Fürst von Groy, ein preußischer Garde-Major. Nach den Reformen 1848/1849 wurde die Herrschaft aufgelöst. Die übrigen Besitzungen wie das Schloss und der Gutshof bleiben bis 1965 im Besitz der Familie Croy.